# Communauté rurale de Diagane Barka
La communauté rurale de Diagane Barka est une communauté rurale du Sénégal située à l'ouest du pays. 
Créée en 2010, elle fait partie de l'arrondissement de Djilor, du département de Foundiougne et de la région de Fatick.
Son chef-lieu est le village centre de Diagane Barka.
La CR est composée des villages suivants :
1. Diagane Barka
2. Diagane Senghane
3. Diaglé Djilor
4. Dialaba 1
5. Dialaba 2
6. Keur Ali Guèye
7. Keur Baka Maïssata Sorome
8. Keur Bakary Cissé
9. Keur Lahine Nditi
10. Keur Mamadou Fatouma
11. Keur Mbaye Guèye
12. Keur Ndiol
13. Keur Omar Diouly
14. Keur Samba Khodia
15. Keur Tamsir Khodia
16. Loumène
17. Ndiaye Ndiaye Sérère
18. Ndiéguène Malick
19. Ndiomborel
20. Ndoffane Ndary
21. Ngayène Momar
22. Thioguène